# Якобсон, Карл Роберт
Карл Ро́берт Я́кобсон (эст. Carl Robert Jakobson; 26 июля 1841, Дерпт — 19 марта 1882, Кургья, волость Вяндра) — эстонский писатель, публицист и педагог, журналист, просветитель. Писал под псевдонимом Линнутая (Linnutaja).

## Биография
К. Р. Якобсон родился в семье преподавателя церковной музыки. Его младший брат, Эдуард Магнус Якобсон, был известным художником-графиком и книжным иллюстратором. Первоначальное образование Карл получил у своего отца, в Торма. Затем, с 1856 по 1859, учился на семинаре Яниса Цимзе в Валга. Начиная с 1859 года Карл Роберт работает на месте своего отца, в школе в Торма. В 1862 году возникает конфликт между ним и местными пастором и помещиком. В связи с этим Якобсон покидает Торма и занимается преподаванием в Ямбурге, а с 1864 года — в Санкт-Петербурге. Сначала он даёт частные уроки, а с 1865 — преподаёт в гимназии немецкий язык и литературу. В Санкт-Петербурге Карл Роберт вступает в тесный контакт с эстонской демократической интеллигенцией, с 1865 года он сотрудничает с газетой Эстонский почтальон эст. Eesti Postimees, а также с либеральными немецкими и русскими газетами. Якобсон всё больше посвящает себя публицистической деятельности. В 1868 году царские органы отклоняют его заявку на организацию эстонской газеты. В это же время Якобсон принимает активное участие в создании Эстонского литературного союза (Eesti Kirjameeste Selts), который занимался в Тарту в 1871—1893 годы развитием эстонской литературы и языка. В 1868 и 1870 годах Карл Роберт трижды выступает с различными речами в театральном союзе Ванемуйне; в 1870 эти его речи были изданы в одной книге и оказали положительное воздействие на развитие эстонского национального самосознания.
В 1871 году Якобсон переезжает в Таллин и пытается получить разрешение на открытие своей газеты — однако безуспешно. В 1872—1874 он зарабатывает как публицист в волости Вяндра. В 1874 Карл Роберт покупает в этой волости крестьянский двор Кургья и превращает его в образцовое хозяйство. Вскоре после этого Якобсон избирается президентом сельскохозяйственного союза Пярну и Вильянди.
С 1878 года писатель сотрудничает с газетой Sakala в Вильянди. Издание посвящало свои номера вопросам социального неравенства, тяжёлому положению местного крестьянства и произволу крупных землевладельцев. Якобсон в своих статьях (как педагог по образованию) также настаивал на большей независимости школьного образования от влияния церкви. Выступал также за предоставление эстонской территории прав автономии, что вызвало дискуссию в политических кругах Эстляндской губернии. В своих статьях, посвящённых положению эстонского крестьянства, Якобсон занимается в первую очередь просветительской деятельностью, его работы на эстонском языке направлены на повышение образовательного уровня простых людей и увеличение их доходов от сельскохозяйственного производства. Кроме этого, он пишет различные учебники и учебные пособия для народных школ. Известность Якобсону также приносят его песенные сборники, где он собирает как народные эстонские песни, так и патриотические стихотворения. В 1872 году ставится написанная им драма «Артур и Анна» (Artur ja Anna), получившая в Эстляндии широкую известность.
В 1881 году фольклорист Якоб Хурт избирает Якобсона в качестве президента эстонского литературного союза.
В 1882 году Карл Роберт Якобсон умирает от пневмонии. Похоронен на семейном кладбище в родном имении Кургья.

## Память

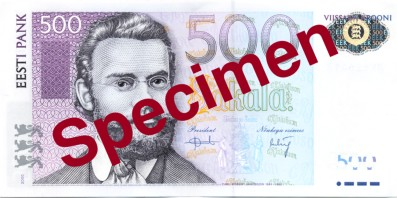
Эстонская банкнота достоинством в 500 крон.

К. Р. Якобсон считается одним из ведущих деятелей пробуждения национального самосознания эстонского народа. Памятники этому выдающемуся патриоту и публицисту были установлены в Торма (в 1957 году) и в Вильянди (в 1993 году). Портрет К. Р. Якобсона украшает эстонскую банкноту достоинством в 500 крон (до введения в Эстонии евро).
В 1948 году старшей дочерью Якобсона, Линдой Якобсон, был основан музей в память об отце, в их семейном поместье в Кургья (Пярнумаа, волость Вяндра) . Главный дом музея включает в себя выставку, в которой рассказывается о жизни и деятельности Якобсона, а так же иллюстрирует элементы сельской жизни Эстонии в период жизни писателя.
В 1982 году был снят документальный фильм «Карл Роберт Якобсон» (Eesti telefilm, режиссёр Мати Пыльдре).
В 2012 году 1-я средняя школа города Вильянди была названа в честь писателя.
В честь Якобсона названы улицы во многих населенных пунктах Эстонии.

## Избранные сочинения
- Kooli Lugemise raamatu (1867—1876)
- Uus Aabitsaraamat (1867)
- Veikene Geograafia (1868)
- Teadus ja Seadus põllul (1869)
- Wanemuine Kandle healed (Lieder für Chor, 1869—1871)
- C. R. Linnutaja laulud (Gesangheft, 1870)
- Rõõmus laulja (1872)
- Artur ja Anna (Theaterstück, 1872)
- Kuidas põllumees rikkaks saab (1874)
- Kuidas karjad ja nende saagid meie põllumeeste rikkuse allikaks saavad (1876)
- Sakala Kalender põllumeestele (1880)
- Helmed (Lesebuch, 1880)
- Якобсон К. Р. Наука и закон на поле СПб., 1869.